# Gymnosporia maranguensis
Gymnosporia maranguensis là một loài thực vật có hoa trong họ Dây gối. Loài này được (Loes.) Loes. mô tả khoa học đầu tiên năm 1908.